# Huy Du
Huy Du, tên đầy đủ là Nguyễn Huy Du (1 tháng 12 năm 1926 - 17 tháng 12 năm 2007) là một nhạc sĩ chuyên về nhạc đỏ của Việt Nam, nổi tiếng với các ca khúc như Đường chúng ta đi, Anh vẫn hành quân, Nổi lửa lên em,...và tác phẩm khí nhạc Miền Nam quê hương ta ơi (viết cho Violin và Piano). Ông được trao Giải thưởng Hồ Chí Minh đợt II về Văn học - Nghệ thuật năm 2000.

## Tiểu sử
Huy Du còn có bí danh là Huy Cầm, sinh tại quê hương xã Tân Chi huyện Tiên Du, tỉnh Bắc Ninh, là con thứ 2 trong một gia đình có 10 anh chị em. Cha ông là nhà giáo Nguyễn Huy Hoàng. Khi cha ông chuyển về Hà Nội dạy học, ông cũng theo cha đến Hà Nội sống và học tập. Ở đây ông bắt đầu được học piano và violon. Ông cùng nhạc sĩ Nguyễn Văn Tường (Phong Nhã) cùng những người bạn khác hợp thành ban nhạc biểu diễn tại rạp Tố Như hàng đêm.
Năm 1944, ông tham gia tổ chức Thanh niên cứu quốc và đến năm 1945 ông nhập ngũ và hoạt động trong Đội tuyên truyền vũ trang. Từ năm 1947 đến năm 1949, Huy Du dạy nhạc ở trường Thiếu sinh quân liên khu III. Năm 1949, ông làm trưởng đoàn văn công của Bộ tư lệnh liên khu III rồi trưởng đoàn văn công Sư đoàn 320 (năm 1951).
Từ năm 1956 đến năm 1962, Huy Du học tại Nhạc viện Bắc Kinh, Trung Quốc.Năm 1962, ông trở về nước làm việc tại Đoàn ca múa Tổng cục Chính trị (Quân đội nhân dân Việt Nam) cho đến năm 1977. Đây là giai đoạn ông cho ra đời hàng loạt tác phẩm nổi tiếng nhất của mình.
Huy Du đã từng là Tổng thư ký Hội Nhạc sĩ Việt Nam khoá III, Đại biểu Quốc hội khoá VII, khóa VIII, Phó Chủ nhiệm Uỷ ban Văn hoá - Giáo dục Quốc hội khoá VIII. Ông từng là Phó Chủ tịch Hội hữu nghị Việt Nam - Trung Quốc. Ông nghỉ hưu vào năm 1990.
Ngày 17 tháng 12 năm 2007, ông mất tại Bệnh viện Hữu nghị Việt Xô, thọ 81 tuổi và an táng tại Nghĩa trang Mai Dịch., Hà Nội.

## Gia đình
Cha Huy Du là Cụ Nguyễn Huy Hoàng, thường gọi là "Cụ giáo Hoàng", dạy học tại Hà Nội, sống tại 44 Phố Châu Long, Quận Ba Đình, thành phố Hà Nội và mất tại nhà riêng.
Phu nhân là Phó Giáo sư, Tiến sĩ Nguyễn Thị Nhung, nguyên Phó Giám đốc Nhạc viện Hà Nội. Vợ chồng Huy Du có hai con; một gái, một trai đều thành đạt.

## Sự nghiệp sáng tác
Ca khúc đầu tay của ông là Sóng nước Ngọc Tuyền lấy cảm hứng từ ca khúc Thiên thai của nhạc sĩ Văn Cao (cụ thể là từ câu hát Bâng khuâng chèo khua nước Ngọc Tuyền).
Trong lúc hoạt động âm nhạc tại Liên khu III, ông có các sáng tác: Ba Vì năm xưa, Sẽ về Thủ đô, Những gác chuông giáo đường (phổ thơ Hữu Loan), Tôi yêu hoà bình...
Khi đang tại Nhạc viện Bắc Kinh, ông viết ca khúc Hoa mộc miên với chủ đề tình hữu nghị anh em giữa hai nước Việt Nam - Trung Quốc (lúc này quan hệ giữa hai nước rất thân thiết). Khi làm việc tại Đoàn ca múa Tổng cục Chính trị, ông đã có những sáng tác được công chúng yêu thích như Tình em (thơ Ngọc Sơn, 1962), Bế Văn Đàn sống mãi (thơ Trinh Đường, 1963), Tôi ca mãi đời anh (1964). Ông cũng viết các tác phẩm khí nhạc như Miền Nam quê hương ta ơi!, Kể chuyện sông Hồng.
Vào thời kì Kháng chiến chống Mỹ ông đã viết rất nhiều ca khúc, trong đó có những ca khúc được phổ biến rộng rãi như: Thề quyết bảo vệ Tổ quốc, Anh vẫn hành quân (thơ Trần Hữu Thung), Bạch Long Vĩ đảo quê hương, Có chúng tôi trên hải đảo xa xôi, Chưa hết giặc ta chưa về, Cùng anh tiến quân trên đường dài (thơ Xuân Sách), Nổi lửa lên em (phỏng thơ Giang Lam), Đường chúng ta đi (lời thơ Xuân Sách), Trên đỉnh Trường Sơn ta hát, Đêm Trường Sơn, Bài ca đường chín...
Khi đất nước thống nhất, ông viết tiếp những ca khúc: Việt Nam ơi ta bước tiếp, Việt Nam ơi! Mùa xuân đến rồi, Chiều không em (phỏng thơ Thụy Kha), Người mù hát tình ca (phỏng thơ Thế Hùng), Biển cả quê hương, Nhớ về cửa biển, Chợ Chờ em vẫn chờ ai (thơ Phạm Tiến Duật), Khát vọng mùa xuân (thơ Huy Cừ), Đường chân trời (thơ Hoàng Trần Cương)...
Huy Du là một trong những nhạc sĩ lớn của dòng nhạc cách mạng. Những sáng tác của ông được công chúng đón nhận và yêu thích. Nhiều ca sĩ thành danh đã hát nhạc của ông, trong đó có Quý Dương, Quang Hưng, Doãn Tần, Bích Liên, Lê Dung...
Nhạc sĩ Huy Du đã xuất bản các tập ca khúc: Anh vẫn hành quân (Nhà xuất bản Văn hoá), Đường chúng ta đi (Nhà xuất bản Quân đội nhân dân), Khát vọng mùa xuân (Nhà xuất bản Âm nhạc), Tuyển chọn ca khúc (Nhà xuất bản Âm nhạc và Hội nhạc sĩ Việt Nam); Băng audio - cassette: Người mù hát tình ca (Audio Hồ Gươm), Chiều không em (DIHAVINA và Hội Nhạc sĩ Việt Nam).
Ông được trao Giải thưởng Hồ Chí Minh đợt II về Văn học - Nghệ thuật năm 2000 cho các tác phẩm Bế Văn Đàn sống mãi, Đường chúng ta đi, Anh vẫn hành quân, Cùng anh tiến quân trên đường dài, Nổi lửa lên em.

## Khen thưởng
- Huân chương Độc lập hạng Nhất (10-2007)
- Huân chương Quân công hạng Nhì
- Huân chương Chiến công hạng Nhì và Ba

## Vinh danh
- Giải thưởng Hồ Chí Minh đợt II về Văn học - Nghệ thuật năm 2000

## Tác phẩm

### Ca khúc
Huy Du có gần 400 ca khúc, ca khúc hợp xướng, hợp xướng có dàn nhạc đệm và không có dàn nhạc đệm (a cappella). Trong đó có những ca khúc tiêu biểu như: 
- Anh vẫn hành quân (thơ Trần Hữu Thung)
- Bạch Long Vĩ đảo quê hương
- Tình em (thơ Ngọc Sơn) (1962)
- Bế Văn Đàn sống mãi (thơ Trinh Đường) (1963)
- Tôi ca mãi đời anh (1964)
- Cùng anh tiến quân trên đường dài (thơ Xuân Sách)
- Nổi lửa lên em (thơ Giang Lam)[4]

- Đường chúng ta đi (lời thơ Xuân Sách) (1968)
- Trên đỉnh Trường Sơn ta hát
- Đêm Trường Sơn
- Việt Nam ơi! Mùa xuân đến rồi
- Chiều không em (phỏng thơ Nguyễn Thụy Kha)
- Người mù hát tình ca (phỏng thơ Thế Hùng)
- Biển cả quê hương
- Nhớ về cửa biển
- Chợ Chờ em vẫn chờ ai (thơ Phạm Tiến Duật)
- Khát vọng mùa xuân (thơ Huy Cừ)
- Đường chân trời (thơ Hoàng Trần Cương)
- Ba Vì năm xưa
- Sẽ về Thủ đô
- Thề quyết bảo vệ Tổ quốc
- Tiếng hát bên lò

### Giao hưởng
- Miền Nam quê hương ta ơi (1959) viết cho violon và piano – sau này ông phối âm cho violon và dàn nhạc giao hưởng.
- Kể chuyện sông Hồng (1960). viết cho violon, cello và piano.

### Nhạc thiếu nhi
- Thương con mèo
- Trâu lá đa (thơ Lữ Huy Nguyên)

### Nhạc cho phim
Ông đã viết nhạc cho những phim:
- Bạch Long Vĩ
- Rừng o Thắm (đồng tác giả)
- Quảng Trị giải phóng
- Đại thắng mùa xuân (đồng tác giả)
- Dã tràng
- Tiểu thư Yến Ngọc

### Nhạc cho kịch nói
- Cố nhân
- Hành trình đến tự do
- Quê hương

## Đánh giá
- Giáo sư, tiến sĩ Huỳnh Khái Vinh[5] đã từng nhận xét: "Huy Du là một nhạc sĩ tài ba, nhạc của ông không chỉ đi sâu vào nhiều đối tượng khán, thính giả rất rộng, rất sâu mà còn mang tính chất cao sang, rất trang trọng, đầy sức hấp dẫn".
- "Có vào chiến trường mới nghiệm sinh hết mình ảnh hưởng của Huy Du" (Nhà văn Xuân Thiều)
- "Một Huy Du nở rộ trong thời chống Mỹ. Một Huy Du vẫn vững vàng và sôi nổi trong hòa bình xây dựng. Từ Huy Du trẻ trung đến Huy Du già dặn, Huy Du đã và vẫn là nhạc sĩ của Quân đội, của tuổi trẻ và tình yêu, và khát vọng mùa xuân… " (Giáo sư Trần Quốc Vượng)
- "Những sáng tác của Huy Du cùng với nhiều nhạc sĩ Cách mạng khác đã tạo được cái nền vững chắc cho âm nhạc Việt Nam hiện đại trên một căn bản dân tộc. Nền nhạc đó khác một cách đương nhiên với âm nhạc lãng mạn trước đó và sau này ở Sài Gòn (trước năm 1975) mà sự khác nhau không phải là vấn đề đề tài, hoặc đặc tính tuyên truyền như nhiều người lầm tưởng, mà là khác về thực chất âm nhạc. Tôi không phải là người đứng trong đội ngũ của ông, song tôi hiểu điều này." (Nhạc sĩ Dương Thụ, 1987)
- "Tính giai điệu là một đặc điểm trong âm nhạc Huy Du. Nhờ giai điệu đẹp, dễ đọng lại trong lòng người, bài hát tạm rời bỏ lời ca (dù đó là lời thơ cũng rất …nên thơ) vẫn không mất đi giá trị nghệ thuật của nó. Chả thế mà không ít ca khúc của ông vẫn được diễn tấu như nhạc không lời. Có thể nói, ở ông nhạc hát tiềm ẩm chất khí nhạc, và ngược lại, nhạc đàn đầy tính ca xướng. Giai điệu nhiều chất hát đã làm cho các tác phẩm hòa tấu của ông dễ nghe dễ nhớ, dễ cảm nhận như những bài ca không lời(…) Giản dị, tự nhiên, chân thành, giàu chất hát chất thơ – đó là những gì nói gắn gọn về con người và âm nhạc Huy Du." (Nguyễn Thị Minh Châu – nhà phê bình âm nhạc)

- "Đời Huy Du cuộc viễn du ngời sáng

Khắp nước non trọn ngày tháng hào hùng
Huy Du đêm nhạc tưng bừng
Họ Huy, Huy Cận xin mừng Huy Du...
...Nhạc thơ thơ nhạc nòi tình
Đêm nay Huy Cận tưởng mình… Huy Du"
(Nhà thơ Huy Cận, 1996)